# Diabeteshund

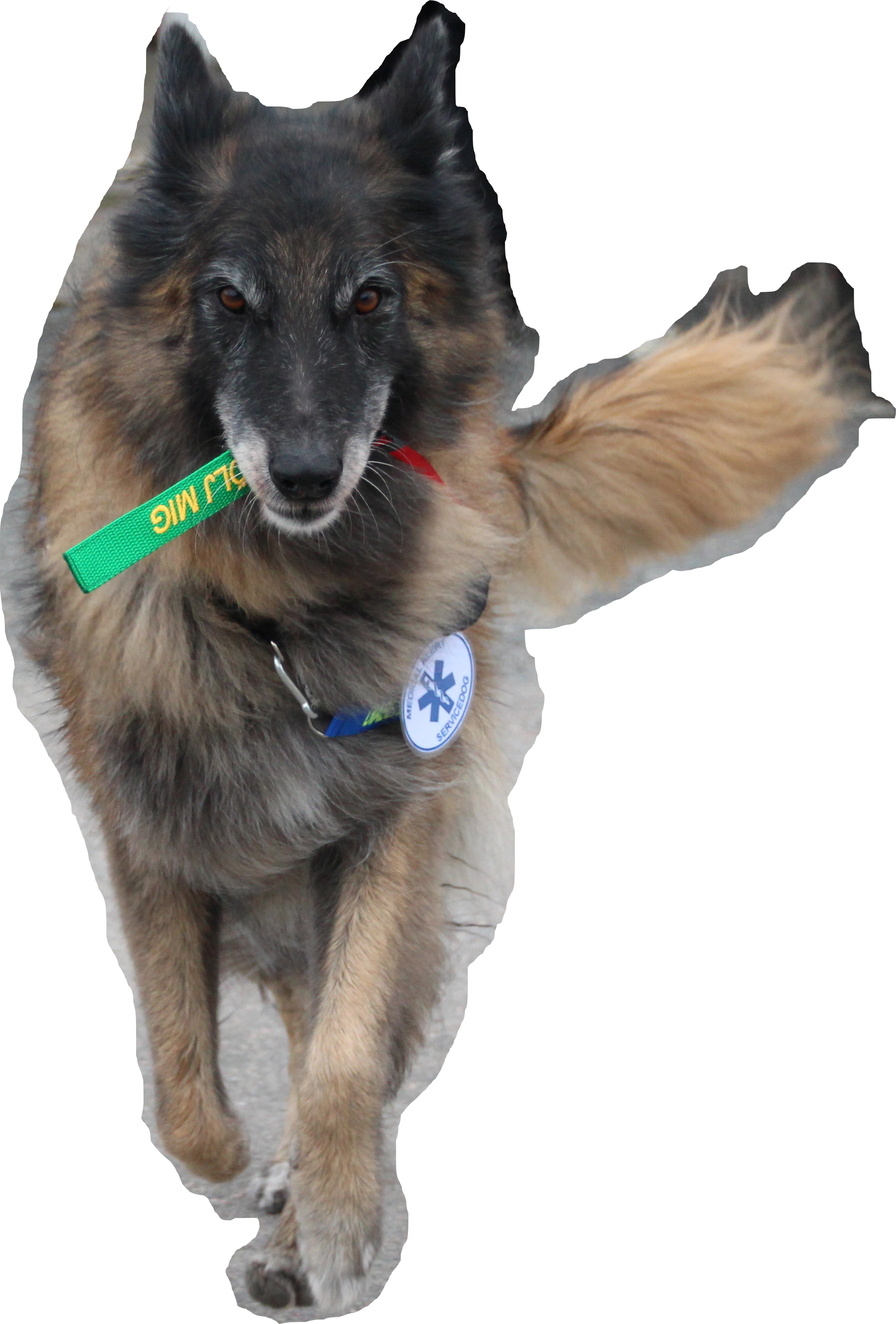
Diabeteshund på väg att hämta hjälp av annan person till sin förare.

Diabeteshundar är alarmerande servicehundar. De hjälper människor med diabetes att hålla reda på blodsockernivån. Hundarna har tränats att varna när blodsockret blir för lågt eller för högt. Det hunden reagerar på är att ägarens doft blir annorlunda. Hundarna får lära sig att markera/larma på olika sätt beroende på vad som passar hunden själv eller dess ägare, det kan vara att hämta en påse med sötsaker eller att dra i en pingla. Träningen liknar den för sökhundar som narkotikahundar och bombhundar, hunden får en belöning när den reagerar på rätt doft i en klinisk miljö med flera val.
Enligt Hjälpmedelsinstitutet finns det 2010 trettio diabeteshundar i Sverige som är färdigutbildade eller under utbildning.